# Вавилон-5
«Вавилон-5» (англ. Babylon 5) — научно-фантастический телевизионный сериал, созданный и спродюсированный Джозефом Майклом Стражински.
Сериал завоевал несколько премий, включая две «Хьюго» за лучшую драматическую постановку.

## Общее описание

Общий вид космической станции «Вавилон-5»

Сериал, часто представляемый как образец качественной космической оперы, состоит из пяти телевизионных сезонов. Каждый сезон состоит из 22 эпизодов.
В центре сюжета находится космическая станция «Вавилон-5» (8 км в длину, массой в 2,5 млн т), вращающаяся вокруг центральной оси и построенная для дипломатических целей, поддержания мира между космическими цивилизациями, торговли и совместной деятельности. Как выразился её первый командующий, «это последняя надежда человечества на лучший мир». Тем не менее «Вавилон-5» является центром международных политических интриг и конфликтов и в конечном итоге становится сначала пешкой и далее одним из ферзей в крупномасштабном галактическом конфликте, из которого человечество и союзные человечеству инопланетяне выходят победителем над опасным внешним врагом, заплатив за это огромную цену. Это отражается в открывающем каждую серию монологе, в котором фраза «был нашей последней надеждой на мир» первых двух сезонов изменилась на «стал нашей последней надеждой на победу» в третьем сезоне.
Будучи давним почитателем научной фантастики, Стражински был настроен создать научно-фантастический сериал для взрослых, где всё будет сделано на должном уровне: продуманные технологии, «никаких детишек или забавных роботов», никаких новых «частиц недели», чтобы поддержать сюжет. Это не было утопическое будущее, — здесь есть и богачи и бездомные. Это не было место, где каждый день начинается с одной и той же точки — герои растут, развиваются, живут и умирают (даже гибнут). Бескомпромиссное политическое шоу, всегда готовое иметь дело с проблемами политики, религии и философии.
В отличие от большинства телесериалов «Вавилон-5» был задуман как роман с выделенными началом, серединой и концом. Связанные с сериалом повести, книги комиксов и рассказы играют значительную роль в раскрытии цельного сюжета.
Весь сюжет сериала был продуман заранее, ещё до того как был отснят первый эпизод. Наличие заранее разработанного плана — сюжетной арки — было полезно во многих отношениях, например, позволило снизить затраты на декорации и костюмы.

## Особенности съёмки сериала
Невзирая на то, что всё было известно заранее и большинство эпизодов было написано самим Стражински, часто возникала необходимость приспособить течение сюжета к внешним реалиям. Так, замена Майкла О’Хэр в роли командующего станцией после первого сезона, неожиданный уход актрис Клаудии Кристиан и Андреа Томпсон и необходимость сжатия сюжета четвёртого сезона в связи с возможностью закрытия сериала стали большим испытанием для съёмочной группы.
В техническом плане съёмки сериала «Вавилон-5» сильно подняли планку качества для телевизионной научной фантастики. Так, использование целостного сценария теперь распространено и в других жанрах. Ожидая расцвета цифрового телевидения, Стражински снимал сериал в формате 16:9, вместо принятого 4:3 — за шесть лет до «Скорой помощи» и других сериалов, где применён тот же приём. В сериале также использованы новаторские компьютерные технологии для создания спецэффектов, хотя в то время использование миниатюр и моделей было в порядке вещей.
Изначально оригинальный пилотный фильм имел музыку, написанную Стюартом Коуплендом. Когда начались съёмки еженедельного сериала, Коупленд не мог принять в них участия, и Стражински пригласил композитора Кристофера Франке, ранее участвовавшего в группе Tangerine Dream. После некоторого ряда проб и сравнений, к удовольствию как Кристофера, так и Стражински, Франке стал композитором всех пяти сезонов сериала и трёх фильмов. Когда Стражински отыскал средства для переиздания пилотного фильма, оригинальная музыка Коупленда была заменена музыкой Кристофера Франке.

## Главные действующие объекты и субъекты

### Космические станции серии «Вавилон»
Космическая (межзвёздная) станция «Вавилон-5» (8-километровой длины, массой 2,5 млн тонн), вокруг которой разворачиваются основные события сериала, является пятой и последней в серии космических станций «Вавилон». Её предшественницы — «Вавилон», «Вавилон-2» и «Вавилон-3» были уничтожены в результате саботажа тенями до их завершения. «Вавилон-4» бесследно исчез за двадцать четыре часа до начала полного функционирования. Эпизод «Вавилон в квадрате» (англ. «Babylon Squared») и двухсерийный эпизод «Бесконечная война» («War Without End») раскрывают причину исчезновения «Вавилона-4». «Вавилон-5» меньше предыдущих станций, так как большая часть средств ушла на их строительство. Например, «Вавилон-4» имел собственную систему двигателей, а «Вавилон-5» — нет (в пилотном фильме «Babylon 5: The Gathering» экипаж Вавилона-5 использует манёвровые двигатели, чтобы предотвратить сход станции с занимаемой точки Лагранжа, однако в сериале эти двигатели не упоминаются и не используются).
Стражински упоминал, что у него есть детальные документы о программе по созданию станции «Вавилон» и что усилия по строительству оной являются, в целом, заслугой одного человека.
Все три станции, которые были показаны в сериале, имели свой цвет: «Вавилон-1» был красным, «Вавилон-4» — зелёным, а «Вавилон-5» — голубой. Общее же чередование цветов соответствует радуге. Поэтому очевидно, что «Вавилон-2» должен быть оранжевым, а «Вавилон-3» — жёлтым.
Брюс Бокслейтнер во введении к «Путеводителю по Вавилону-5» (англ. «The Guide to Babylon 5») описал станцию как «свободный порт для дипломатов, путешественников и бизнесменов. Комбинация Объединённых Наций и площади Times Square в галактическом масштабе…».

### Цивилизации

Тени — одна из главных цивилизаций, действующих в сериале «Вавилон-5»

Одной из главных сюжетных линий сериала является культурное и социальное взаимодействие между различными космическими цивилизациями. Станция является местом для дипломатических встреч и переговоров между таковыми, представляя собой функциональный аналог современной ООН. В связи с этим сериал также способен заинтересовать и интересующегося политикой и политологией зрителя.
На «Вавилоне-5» представлены и взаимодействуют пять галактических сверхдержав доминантных цивилизаций-рас — «молодые» гуманоидные Земной Альянс, Минбар, Центавр, гуманоидно-рептилоидоподобный Режим Нарна, «древний» («изначальный») кремниево-энергосущностный Ворлон, противостоящие им «древние» Тени, а также более двух десятков менее могущественных цивилизаций. Все они образуют между собой различные союзы, объединения, фракции, зависимости. Преследуя различные цели и интригуя, каждая из них, как правило, достаточно ярко отображает свою внешнеполитическую линию поведения. Достаточно важным является тот факт, что все конфигурации межцивилизационных отношений, в том числе конфликты и войны, нестатичны: действующие стороны могут изменять своё мнение, тем самым усложняя сюжетную линию телесериала.
Расы из сериала имеют свои прообразы в земной истории. Так, по утверждению Стражински, центавриане имеют своим прообразом римлян. Также, сообразно представленным в сериале менталитету, культуре, философии, церемониям, взаимоотношениям, привычкам, одежде и прочему в цивилизациях отмечают прообразное историческое сходство Центавра с романскими народами (французами, итальянцами), Земного Альянса — с англосаксонскими (американцы, англичане), Минбара — c азиатскими (японцы, китайцы, индийцы), Нарна — с ближневосточными и коммунистическими режимами.
Россия в сериале прямо упомянута как Российский Консорциум в Земном Альянсе, российское происхождение имеют замкомандира станции Сьюзен Иванова и президент Земного Альянса в 4 сезоне Сюзанна Лученко, у первой встречаются русские пословицы, обычаи, плакаты, надписи.
Большинство рас в сериале дышат содержащим кислород и азот воздухом (для остальных на станции устроен некислородный сектор) и имеют сходный метаболизм: многие расы употребляют продукты и напитки других рас (например, центаврианское, минбарское, земное пиво) и практически каждая раса в галактике, своими собственными путями, создала блюдо, которое земляне называют шведскими тефтелями, хотя каждая раса называет это блюдо по-разному (например, нарны называют это «брин»).

### Персонажи
Комендантом станции «Вавилон-5» первоначально был Джеффри Синклер. Его играл актёр Майкл О’Хэр. Затем по сюжету коменданты станции несколько раз сменялись, — комендантами «Вавилона-5» последовательно были Джон Шеридан (актёр Брюс Бокслейтнер), Сьюзен Иванова (актриса Клаудиа Кристиан), Элизабет Локли (актриса Трейси Скоггинс). За безопасность станции отвечал Майкл Гарибальди (актёр Джерри Дойл). Главврачом на станции все пять сезонов был доктор Стивен Франклин (актёр Ричард Биггс).
Также важнейшую роль в сериале играют послы различных цивилизаций, торгующих, воюющих и объединяющихся в различные союзы между собой. На станции, которая, в том числе, служила и дипломатическим целям, их интересы представляли следующие послы: Республику Центавр — посол Лондо Моллари (актёр Питер Юрасик), Режим Нарна — посол Г'Кар (актёр Андреас Катсулас), Минбар — посол Деленн (актриса Мира Фурлан).
Большинство персонажей, относящихся к расе людей, отражают этнический состав населения США. Все говорят на американском английском, за исключением Маркуса Коула, в речи которого явный британский говор.
Сьюзен Иванова — уроженка России еврейского происхождения. Говорит на английском без акцента, однако несколько плакатов с надписями кириллицей в её каюте свидетельствуют о том, что русский язык ей знаком. Её фамилия в сериале произносится как Ива́нова, вместо Ивано́ва — более редкий, но допустимый по нормам современного русского языка вариант.
Майкл Гарибальди носит итальянскую фамилию, но его имя произносится на английский манер, говорит также без акцента. Знания итальянского не обнаруживает, однако любит итальянскую пищу и заказывает её по почте. Продемонстрировал выдающиеся способности к языкам, изучив нарнский язык за весьма короткое время и прочитав Книгу Г’Квана, которую ему одолжил посол Г’Кар. (Фамильное имя Гарибальди носил итальянский национальный герой Джузеппе Гарибальди: создатель сериала признавался, что дал своему герою фамилию именно в честь последнего.)

## Сюжетные линии
В сериале одновременно представлено несколько сюжетных арок, каждая из которых, ввиду своей сложности, может быть описана отдельно. Следующие сюжетные линии составляют основу сериала:

### Авторитаризм против хаоса. Конфликт света, тьмы и сумерек
Основной темой «Вавилона-5» является противостояние между порядком и хаосом, и люди оказываются между этих двух идеологий.
- Ворлонцы и Земной Союз при президенте Кларке представляют деспотическую, авторитарную философию: делай то, что мы велим, потому что мы велим тебе сделать это. Основа философии ворлонцев — вопрос «Кто ты?»[16] Но деспотичность ворлонцев проявляется в порой слишком рьяном продвижении ими идеологии Дисциплины, — по факту «просвещённого авторитаризма» Старшего, коим ворлонцы, естественно, мнят себя. Первый и главный вопрос их вопрос — «Кто ты?» (Конечно, в основе своей вопрос этот призван заставить того, кому он задан, заглянуть в себя и действительно ответить на вопрос «кто ты?», то есть «кто ты есть?».)
- Тени представляют хаос. Их сущность заключается в создании конфликтов, дабы появилось сильнейшее поколение — для «выживания достойнейших». С этой целью Тени поддерживают конфликты между другими группами, служащими им во славу и продвижение. Основа их философии — вопрос «Чего ты хочешь?»[17]
- Рейнджеры, состоящие преимущественно из минбарцев и людей, представляют третий путь. Их приверженность к состраданию и самопожертвованию, выраженная Маркусом Коулом, противопоставлена и бесстрастной войне и авторитарности ворлонцев, и хаотичной жестокости Теней.

Джозеф Майкл Стражински случайно упомянул о «четвёртом вопросе». Предположительно этот вопрос звучит как «Зачем ты здесь?» Другой вариант — вопрос Лориена к Шеридану: «Куда вы идёте?». Однако, в сериале данные философские вопросы, в отличие от своих предшественников, тематического развития не получили. Так или иначе, в заставке в сериале-продолжении вселенной, «Крестовый поход», звучат сразу 6 вопросов:
1. «Who are you?» — «Кто ты?»
2. «What do you want?» — «Чего ты хочешь?»
3. «Why are you here?» — «Почему ты здесь?»
4. «Where are you going?» — «Куда ты идёшь?»
5. «Who do you serve?» — «Кому ты служишь?»
6. «Who do you trust?» — «Кому ты веришь?»

Также первые четыре вопроса звучат в заставке пятого сезона сериала.
Умышленная ирония режиссёра кроется в том, что правительство Земного Альянса, воплощение порядка в ворлонском стиле, на протяжении сериала заключает неформальный союз с Тенями.

### Война и мир
История «Вавилона-5» охватывает множество вооружённых конфликтов:
- Третья мировая война, начавшаяся в 2076 году, и завершившаяся в 2084. Земной Альянс был основан сразу после этой войны, как средство недопущения повторения таких событий.
- Первая война между Нарном и Центавром, закончившаяся за сорок лет до начала событий сериала.
- Дилгарская Война — тяжёлый конфликт между дилгарами и Лигой Неприсоединившихся Миров (поддержанной Земным Альянсом), произошедшая за тридцать лет до начала событий сериала (2230).
- Война между людьми и минбарцами, разразившаяся за десять лет до начала событий сериала.
- Вторая война между Нарном и Центавром, длившаяся два года (события показаны на протяжении нескольких серий).
- Древний конфликт между ворлонцами и Тенями, возобновлённый после тысячелетнего затишья.
- Гражданская война на Минбаре, произошедшая в Минбарской Федерации между жреческо-духовной кастой и кастой воинов.
- Гражданская война между тоталитарным земным режимом президента Кларка и сопротивлением под предводительством «Вавилона-5».
- Война между новообразованным Межзвёздным Альянсом и Республикой Центавра.
- Война между Земным Альянсом и Дракхами.
- Война телепатов, начавшаяся вскоре после событий основного сериала.
- Битва за освобождение Примы Центавра от оккупации дракхов, начавшаяся через полтора десятилетия после событий сериала.
- «Великое Сожжение» — гражданская война внутри Земного Альянса, начавшаяся спустя пятьсот лет после событий сериала и, предположительно, окончившаяся глобальной катастрофой на Земле, восстановление после которой заняло множество усилий и человечество откатилось в развитии до добензиновых времён. Важную роль в восстановлении играли рейнджеры.

Большинство из вышеперечисленных конфликтов заканчивались, когда сторона с превосходящей военной мощью уступала стороне с большим уровнем понимания. В каждом конфликте была забытая «третья сторона» — жертвы конфликта — их судьба и стремления. Обычно тот, кто готов пожертвовать собой, оказывается могущественнее великих армий, а готовый пожертвовать всем ради собственных стремлений проигрывает, несмотря на достигнутые цели.
После всего обнаруживается, что члены противоборствовавших сторон трудятся вместе ради строительства нового будущего (Примеры: рейнджеры, Деленн и Нерун, Деленн и Шеридан, Лондо и Г’Кар, Гарибальди и Локли, Шеридан и Локли, Локли и Гедеон).

### Поиски любви и истины
Неразделённая любовь — источник всей боли на «Вавилоне-5». Иванова потеряла всех, кого любила. Ленньер стал жертвой неразделённой любви. Шеридан и Деленн познали настоящую любовь, ради любви Шеридан воскрес из мёртвых («Whatever Happened to Mr. Garibaldi?»). Маркус замечает: «Иногда любовь забавна, иногда очень печальна». Гарибальди потребовалось много времени, чтобы понять это.
Но есть те немногие, что забывают о физических желаниях ради великого дела: поиска Святого Грааля или всех имён Бога, осуществления пророчества тысячелетней давности.
Одна из философских мыслей режиссёра — необходимость учитывать эмоции как неотъемлемые черты одушевлённого существа. Впервые это показано в эпизоде «Наступление Теней», в беседе между императором Турханом и Шериданом и в беседе между императором Турханом и послом Кошем, незадолго до того, как император умер, не успев извиниться перед нарнами за преступления, совершённые против них центаврианским государством.

### Религия
Религия присутствует в любом моменте человеческой истории, равно как она присутствует в научной фантастике, которая описывает развитие и судьбу человечества. Многие персонажи «Вавилона-5» имеют свои религиозные и духовные переживания и искания, отражая это на всём долгом пути повествования сериала. Религия присутствует там — в одной форме или в другой, так или иначе — и останется навсегда с человечеством, даже если, в далёком будущем, человечество уйдёт в технологическом развитии очень далеко. Многие из современных религий Земли показаны по-прежнему существующими, и главные персонажи-люди по-прежнему имеют свои религиозные предпочтения, что свидетельствует о достаточном развитии верований Земли. Иудаизм, католицизм, иезуитство и вымышленный автором фундаментализм — верование, созданное специально для сериала, и объединяющее в себе основы всех верований галактики.
Земные религии после контакта с инопланетным разумом, также имеющим свои религиозные системы, были вынуждены противостоять или адаптироваться под взаимопроникновение идей и фактическое крушение некоторых из них — это известно по той причине, что в третьем сезоне сериала группа монахов-бенедиктинцев, прибывшая под руководством брата Тео изучать то, что иные расы во вселенной называют Богом, и через это прийти к лучшему пониманию того, насколько разны и, в то же время, близки все религии. Инопланетные верования показаны, например, от церемонии-вакханалии центавриан — основателей религии, в которой существует до семидесяти различных деноминаций, и до более пантеистических — например, религий Нарна и Минбара.
Описывая религии сериала, человеческие и инопланетные, проскальзывающие между строк или присутствующие в главной теме эпизода, в эпизоде первого сезона «Парламент мечты» (англ. «The Parliament of Dreams») собирательно показывает все варианты религий, присутствующие в тот момент на станции — также, как и эпизод «Гефсиманский сад» (англ. «Passing Through Gethsemane»), сосредоточен на специфических особенностях католических догм, равно как и на утверждениях правосудия, отмщения и библейского прощения.

### Пагубные зависимости героев
Пагубные привычки играют важную роль в повествовании о «Вавилоне-5». Властолюбие — это пагубная привычка, как, впрочем, и работа, не говоря уже о насилии или ненависти. Несколько главных героев имеют свою историю вредных пристрастий. Гарибальди — излечившийся алкоголик, посол Лондо Моллари — пьяница и азартный игрок, доктор Франклин «переборщил» (попросту пристрастился) с синтетическими стимуляторами, а Локли в юные годы прошла через период тяжёлой наркотической зависимости. Злоупотребление «прахом» — наркотиком, наделяющим телепатическими способностями, также часто фигурирует в сериале.
В связи с зависимостями часто упоминается и одержимость. Шеридан одержим идеей узнать о судьбе своей жены, он готов нарушить все законы и правила, когда узнаёт о связи между ней и Морденом. Ненависть нарнов и центавриан друг к другу — нечто среднее между зависимостью и одержимостью.

## Показ сериала на телевидении. Развитие сериала
Пилотная серия, The Gathering, была показана 22 февраля 1993 года, остальные серии изначально демонстрировались с 26 января 1994 года по 25 ноября 1998 года, первоначально по соглашению с быстро закрывшейся Prime Time Entertainment Network, затем в кабельной сети TNT. Так как сериал демонстрировался еженедельно в Великобритании по Channel 4 без перерывов, последние четыре или пять серий ранних сезонов сериала были показаны в Британии раньше, чем в США.
Музыку для сериала и связанных с ним фильмов написал бывший участник группы Tangerine Dream Кристофер Франке. Консультантом сериала выступил знаменитый писатель-фантаст Харлан Эллисон.
С 1 октября 1996 года в России сериал шёл на канале ТВ-6 — с первого и почти до конца третьего сезона (без последних двух серий), затем в 1998 году был закуплен его 4-й сезон и после показан повторно. 5-й сезон «Вавилона-5» появился на ТВ-6 в 2000 году во многом благодаря активным действиям поклонников сериала.
«Вавилон-5: Эпизод 00. Встречи» был впервые показан каналом НТВ. Также в 2006 году телекомпанией были приобретены права на его первый сезон, который позднее шёл уже в повторе (на канале его показывали два раза). С 1 февраля 2009 года повторный показ сериала после демонстрации его на ТВ-6 проводит телеканал ТВ3 — «Вавилон-5» был заново переозвучен и начался с пилотного фильма Сбор (Встречи). Также впервые были показаны 5 полнометражных фильмов и «Затерянные сказания».
Все телефильмы и «Крестовый поход» выходили на видео («Варус Видео»/Мост-Видео) в полностью дублированном варианте. Кроме этого была отдельно выпущена видеокассета «Голос в Пустыне» и «Красные досье — Инфекция» с двумя эпизодами из сериала, в планы также входило издать весь «Вавилон-5» на видео.
14 июля 2008 года в своём письме к общественности создатель вселенной сериала JMS описал свои переговоры с компанией Warner Bros. о возможности продолжения развития вселенной и съёмке новых частей и спин-оффов. Стражински заявил:
Так что я заявил, что мне неинтересно делать низкобюджетные DVD. Мне неинтересно делать низкобюджетный кабельный сериал или мелкие компьютерные игры. Единственная вещь, которая бы в текущий момент меня заинтересовала, это полнометражный высокобюджетный фильм. Или он, или ничего.
На DVD были выпущены все эпизоды сериала, избранные эпизоды с комментариями режиссёра и съёмочной группы, предварительными роликами эпизодов и мультимедийный справочник, посвящённый «Вавилону-5». По состоянию на 2006 год все пять сезонов, шесть полнометражных фильмов и 13-серийный телесериал «Крестовый поход» доступны в продаже на DVD. В России официально не издавались.

## Все серии, фильмы и спин-оффы
- Сбор («The Gathering») — пилотный фильм.

Название каждого сезона совпадает с названием ключевой для его сюжетной линии серии.
- Первый сезон: «Пророчества и предсказания» (англ. «Signs and Portents»)
- Второй сезон: «Пришествие теней» (англ. «The Coming of Shadows»)
- Третий сезон: «Возврата нет» (англ. «Point of No Return»)
- Четвёртый сезон: «Не отступать, не сдаваться» (англ. «No Surrender, No Retreat»)
- Пятый сезон: «Огненное колесо» (англ. «Wheel of Fire»)

Также в рамках данного проекта было создано несколько полнометражных фильмов, показанных по телевидению.

### Полнометражные фильмы, созданные для ТВ
- В начале («In the Beginning») (вышел 4 января 1998 г.)
- Третье пространство («Thirdspace») (вышел 19 июля 1998 г.)
- Река душ («The River of Souls») (вышел 8 ноября 1998 г.)
- Призыв к оружию («A Call to Arms») (вышел 3 января 1999 г.)
- Жить и умереть в сиянии звёзд («To Live and Die in Starlight»), другое название «Легенда о рейнджерах» («The Legend of the Rangers») (вышел 19 января 2002 г.)

### Хронология сериалов и фильмов по годам действия
- 2245—2248: «В начале»
- 2257: «Сбор» (пилотный фильм)
- 2258: 1 сезон
- 2259: 2 сезон
- 2260: 3 сезон (в серии «Война без конца» часть действия происходит в 2278 году)
- 2261: 4 сезон (за исключением последней серии; в ней показаны события до 3262 года)
- 2261: «Третье пространство» (после 9 серии 4го сезона)
- 2262: 5 сезон (за исключением последней серии)
- 2263: «Вавилон-5: Дорога домой» (начальные сцены)
- 2263: «Река душ»
- 2265: «Легенда о рейнджерах: Жить и умереть в сиянии звёзд»
- 2266: «Призыв к оружию»
- 2267: «Крестовый поход»
- 2271: «Затерянные сказания»
- 2278: «В начале» (другая сюжетная линия)
- 2281: заключительная серия 5-го сезона («Сон в сиянии»). Станция «Вавилон-5» ликвидирована.
- 2362, 2762, 3262 и 1002262 (приблизительно): заключительная серия 4-го сезона («Деконструкция падающих звёзд (Вавилон-5)»).

### Спин-оффы, или ответвления от сюжета

#### Крестовый поход
Сериал-спин-офф «Крестовый поход» показывали на TNT (13 серий). Основой сериалу послужил полнометражный фильм «Призыв к оружию». Лаборатория реактивного движения Калифорнийского политехнического института помогала команде разработчиков точнее описывать науку и технологию. Однако сюжетные разногласия между Стражински и TNT стали причиной проблем, в результате которых TNT решил отменить показ сериала после 13 серий. На момент закрытия в сериале ещё не произошло значительных перемен сюжета.

#### Легенда о рейнджерах
Созданный для показа на ТВ фильм «Жить и умереть в сиянии звёзд» (To Live and Die in Starlight) был спродюсирован Syfy Universal. Фильм задумывался как пилотный эпизод нового сериала озаглавленного «Вавилон-5: Легенда Рейнджеров» (Babylon 5: The Legend of the Rangers). Перенесённый в сетке вещания, в связи с атаками 11 сентября 2001 года, фильм был показан 19 января 2002 года. Однако его показ совпал по времени с трансляцией игры чемпионата Национальной футбольной лиги. Низкие рейтинги пилотного фильма разочаровали владельцев телесети, и интерес к «Легенде рейнджеров» пропал. 27 января Стражински послал следующее сообщение в usenet-конференцию rec.arts.sf.tv.babylon5.moderated:

Рейтинги на восточном побережье пошли к чёрту из-за футбольного матча, чей рейтинг побил все рекорды спортивных трансляций таких игр за последние 5 лет (или около того). Предварительные исследования показали, что мужская аудитория В5 примерно та же, что и аудитория спортивных программ и именно поэтому В5 сдал свои позиции спорту. Как видно, здесь всё пошло не так, как должно было бы. Для сравнения, на западном побережье, где фильм пошёл в эфир *после* окончания трансляции матча, мы не только достигли ожидаемых телесетью рейтингов, но и превысили их ожидания, взяв 3,2 или 3,6 процентов аудитории в разных целевых группах, что просто неслыханно для кабельной телесети. Проблема в том, что именно 1,7 — то самое среднее арифметическое от рейтингов по стране — используется для рекламы фильма на рынке.

#### Память теней
В 2004 и начале 2005 года активно циркулировали слухи о планах снять полнометражный фильм для показа в кинотеатрах. Тем не менее, 25 февраля Стражински в своём сообщении в конференции rec.arts.sf.tv.babylon5.moderated сообщил, что «проект провалился и мёртв». Сценарий для предполагаемого фильма, озаглавленного «Память Теней» (англ. The Memory of Shadows), был написан самим Джозефом Майклом Стражински. Съёмки картины должны были начаться в апреле 2005 года в Великобритании со Стивеном Беком в качестве режиссёра.
Несколько источников сообщали, что руководители Warner Brothers пожелали сменить актёрский состав «Вавилона-5», поставив на роли более молодых и известных актёров, что вызвало сильный протест среди поклонников сериала. Стражински подтвердил этот факт и сообщил, что переговоры были сложными, но отказался от каких-либо конкретных комментариев.
Согласно заявлениям и намёкам Стражински, высказанным в выступлении на конференции в Нью-Джерси, и заявлениям в usenet-конференции rec.arts.sf.tv.babylon5.moderated, известно, что сюжет планировалось связать с сюжетом снимающегося сериала «Крестовый поход». В этом фильме технология древней расы Теней была раскрыта неизвестными силами. Офицер разведки Земных Сил Диана Бейкер, чей брат недавно был убит таинственным взрывом, намеревается выяснить, кто стоит за заговором. К ней присоединяется Гален, техномаг, который должен предотвратить попадание технологии Теней в руки тех, кто пожелает использовать её во зло.

#### Затерянные сказания
Сериал должен был стать самым последним во вселенной «Вавилона-5», раскрыть и дополнить сюжет основного телесериала. Первые пилотные серии начали сниматься 13 ноября 2006 года, но, к сожалению фанатов, продолжения не последовало. Создатель сериала отказался вести дальнейшие, очень трудные переговоры с телестудией, мотивируя это тем, что Warner Brothers не желает снимать «Вавилон-5» «хорошо». Несмотря на то что продажи пилотного DVD-диска превзошли все ожидания, Warner Brothers предложила далее снимать низкобюджетный сериал. Стражински прокомментировал это так:
«Вавилон-5», как пятилетняя история, прекрасен сам по себе. Если что-нибудь и должно продолжить эту историю, это что-то должно добавлять к наследству «Вавилона-5», а не отнимать от него.
В процессе съёмок сериала у концепт-художника Тима Эрлса, работавшего в сфере создания компьютерной графики в фильмах, появилась новая любимая сцена из вселенной «Вавилона-5», когда-либо вышедшая на экран — сцена разрушения Нью-Йорка в XXIII веке атакой сил Центавра. Также в фильме появляется новый персонаж — Принц-регент Винтари, по словам Стражински, «третьего от трона».

## Анимационное продолжение
27 сентября 2021 года стало известно о перезапуске сериала Вавилон-5. Сценарий для сериала снова напишет Стражински, дистрибюцией будет заниматься канал CW. В своём твиттере JMS рассказал о готовящемся проекте: 
Отвечаю на все вопросы: да, всё верно, сериал по «Вавилону-5» в активной разработке для The CW. На канале работают настоящие фанаты, и им не терпится увидеть сериал. Я сейчас погружён в работу над сценарием пилота, а потом с ходу буду продюсировать сериал.
Дж. Майкл Стражински (перевод: «Мир фантастики»)
В апреле 2023 года Стражински выложил новый логотип Вавилона-5, а также несколько фото с Брюсом Бокслейтнером, обозначенного участником нового проекта.
10 мая 2023 года стали известны подробности о новом фильме по вселенной Вавилон-5.
Новый анимационный фильм от Майкла Стражинского «Вавилон-5: Дорога домой/Babylon 5: The Road Home». История станет продолжением сериала. Джон Шеридан путешествует по галактике в поисках пути домой, поскольку он неожиданно оказывается перенесённым через множество временных линий и альтернативных реальностей. В создании участвовали Брюс Бокслейтнер, Клаудия Кристиан, Питер Юрасик, Патрисия Толлман, Трейси Скоггинс, Билл Мами
Заявление Стражинского: Я до ужаса возбужден по поводу проекта, потому что это самое Вавилонское, что мы когда-либо делали после сериала. WB были потрясающими и дали мне свободу, чтобы написать историю, которую я хотел. И анимация просто феноменальна. Это весело, глубоко, эмоционально, классический В5.

## Романы и новеллизации сериала
Романы и другие новеллизации по «Вавилону-5» основываются на оригинальном сюжете и комментариях к нему, сделанных лично Дж. Майклом Стражински. По его собственному признанию, каждая книга по «Вавилону-5», изданная до сего момента, так или иначе соответствует канону (то есть, события описанные в этих произведениях, считаются «реально» происходившими во вселенной «Вавилона-5»). Глубокая вовлечённость Стражински в программу публикации новеллизаций, начавшуюся в 1996 году, является своего рода гарантией высокого уровня «достоверности» опубликованных работ.
В дополнение ко всему, создатель сериала сам написал несколько коротких историй, более детально описывающих некоторые ключевые моменты телесериала, которые, наряду с произведениями других авторитетных авторов, признаны каноном. Комиксы, опубликованные издательством DC Comics, также полностью соответствуют канону, так как Стражински так или иначе участвовал в их создании.
В начале 2007 года Джозеф Майкл Стражински официально заявил о началах съёмок нового спин-оффа «Вавилона-5» .
Издательство Mongoose Publishing, в недалёком прошлом выпустившее ролевую игру «Вавилон-5», анонсировала серию новых новелл по «Вавилону-5». Однако, Стражински предпочёл всячески отмежеваться от данного проекта, заявив, что, по его мнению, качество этих сочинений оставляет желать лучшего. Весной 2007 года издательство решило отказаться от выпуска этих книг, сделав при этом широкий жест поклонникам сериала, выложив в свободный доступ одну из книг — повесть Ричарда Форда «Заря Рейнджера» (англ. «Ranger Dawning»). В настоящий момент, текст этой книги уже отсутствует на их сайте, однако он сохранился на некоторых фанатских ресурсах. Повесть не является канонической.

## Компьютерные игры
В 1998 году компания Sierra, издатель космической стратегии Homeworld, начала разработку видеоигры под названием Into the Fire.
В этой игре игрок становится пилотом истребителя Starfury, на котором он должен пройти множество миссий с динамичным сюжетом; при этом есть возможность «повышать свой ранг» и даже взять на себя командование тяжёлыми кораблями или целыми эскадрами. Предполагались масштабные битвы и реалистичная физика игры. Мультиплеер должен был позволить игроку управлять кораблями инопланетных рас. Кристофер Франке записал новую музыку для этой игры, а многие актёры из сериала должны были сняться в роликах игры.
Работа над игрой была прекращена 21 сентября 1999 года, когда в результате реорганизации Sierra заморозила разработку игры.
Сайт FirstOnes.com наблюдал за разработкой и гибелью игры, в настоящее же время он продолжает отслеживать связанные со вселенной «Вавилона-5» модификации других игр. FirstOnes.com также размещает на своём сервере сайт «Space Dream Factory» — независимого проекта по разработке самостоятельных игр. Первая из них, действие в которой происходит за пять лет до событий сериала, называется «Babylon 5: I've Found Her» и может быть загружена бесплатно с сайта проекта.
Другая независимая разработка, свободно доступная модификация «The Babylon Project», полная конверсия компьютерной игры «Freespace 2». Модификация включает несколько кампаний, происходящих и развивающихся во времена Войны Земли с Минбаром и вооружённых конфликтов с пиратами. Запланированы дополнительные кампании, в том числе и по гражданской войне Земного Альянса. Также этой командой на основе «Freespace 2» создана игра «Babylon 4: Minbari Project», действие которой разворачивается за тысячу лет до создания станции Вавилон-5 во время последней войны с тенями. Активная разработка продолжается на форумах проекта «Hard Light Productions». В конце 2010 года выпущена бета-версия игры «Babylon 5: The Geometry of Shadows».
На сегодняшний день все игры по мотивам вселенной Вавилон-5 представляют собой модификации различных игр, созданные энтузиастами.
| Мод                                | Оригинальная игра                              |
| ---------------------------------- | ---------------------------------------------- |
| Babylon 5 Armada II                | Star Trek: Armada II                           |
| Babylon 5: I've Found Her          | Homeplanet                                     |
| The Babylon Project                | Freespace 2                                    |
| Babylon 4: Minbari Project         | Freespace 2                                    |
| Babylon 5: The Geometry of Shadows | Freespace 2                                    |
| Babylon 5 Total Conversion         | Star Wars: X-Wing Alliance                     |
| Babylon 5 at War « Shadow War»     | Star Wars: Empire at War: Forces of Corruption |
| Babylon 5: Conflicts of Loyalty    | Nexus: The Jupiter Incident                    |
| Babylon 5: Conflicts of Loyalty 2  | Nexus: The Jupiter Incident                    |
| Babylon 5 X3 Mod                   | X³: Terran Conflict                            |
| Babylon 5: The Great Wars          | Homeworld                                      |
| Babylon 5: War Without End         | Homeworld 2                                    |

В игре «Космические Рейнджеры 2» при получении игроком заболевания «Чекумаш» на экране появляется станция «Вавилон-5», передвигающаяся вслед за курсором мышки.
В игре Sacred Underworld присутствует пасхальное яйцо, где в Лесу Дриад есть лифт, ведущий в пещеру, на дне которой лежит Крейсер Теней. Если подойти к крейсеру, то он мгновенно убьёт игрока, о чём свидетельствует надпись в соседней комнате.
Для астросимулятора Celestia создан набор моделей кораблей из вселенной Вавилон-5.